# Melfjellet
Das Melfjellet (norwegisch für Mehlberg, auch bekannt als Mount Whiting) ist ein markanter Felsvorsprung im ostantarktischen Kempland. In der Hansenfjella ragt er 3 km südöstlich des See-Nunataks auf.
Norwegische Kartografen, die auch die Benennung vornahmen, kartierten die Erhebung anhand von Luftaufnahmen, die bei der Lars-Christensen-Expedition 1936/37 entstanden. Namensgeber der vom Antarctic Names Committee of Australia (ANCA) vorgenommenen Benennung ist John Whiting, Pilot einer DHC-2 Beaver im Rahmen der Australian National Antarctic Research Expeditions, die am 7. Februar 1965 bei einer verunglückten Landung am Kap Boothby beschädigt wurde.